# Life (série télévisée)
Pour les articles homonymes, voir Life (homonymie).
Life ou Le Retour de Charlie Crews au Québec est une série télévisée policière américaine en 32 épisodes de 42 minutes, créée par Rand Ravich et diffusée entre le 26 septembre 2007 et le 4 mai 2009 sur le réseau NBC et sur le réseau Global au Canada.
La série suit un policier ordinaire de Los Angeles jugé coupable et emprisonné à perpétuité pour un crime qu'il n'a pas commis, qui est finalement innocenté et remis en liberté avec des indemnités au bout de douze ans de détention : il réintègre de son propre chef la police de Los Angeles en tant que lieutenant inspecteur à la division d'enquête sur les homicides et, avec sa philosophie zen apprise durant sa détention ainsi qu'une nouvelle équipière, résout des affaires aussi insolites que lui.
En Suisse, la série est diffusée à partir du 16 juillet 2008 sur TSR1 ; en Belgique, à partir du 2 septembre 2008 sur RTL-TVI ; en France à partir du 4 mars 2009 sur TF1, dès le 4 janvier 2013 sur 13e Rue, à partir du 6 janvier 2014 sur TV Breizh et dès le 15 août 2016 sur NT1 ; et au Québec à partir du 3 mars 2009 sur Mystère/AddikTV et sur Prise2 à partir du 4 septembre 2023.

## Résumé

### Première saison
Charlie Crews a été emprisonné pendant douze ans pour un crime qu'il n'a pas commis. Ancien officier de la police de Los Angeles, il a été jugé coupable et condamné à perpétuité (Life en anglais américain) pour le meurtre de son meilleur ami et de la famille de celui-ci. Son avocate Constance Griffiths obtient cependant au prix d'immenses efforts des tests ADN qui le blanchissent. Il obtient, outre sa réintégration au sein des forces de l'ordre comme lieutenant inspecteur, un dédommagement financier conséquent (dont plusieurs indices à travers la série laissent à penser qu'il atteindrait cinquante millions de dollars).
Mais cette erreur judiciaire et ces douze années de captivité ont laissé des traces. Affecté (malgré certaines réticences dirigées contre lui) à la division d'enquête sur les homicides, il revient complètement marqué par cette expérience de la prison. Déboussolé par les nouvelles technologies et changements apparus depuis son emprisonnement (de 1995 à 2007), il doit désormais opérer avec Dani Reese, une nouvelle équipière qui traîne également un passé délicat.
Cependant, la lecture de l’ouvrage Chemin d’accès au Zen en prison l'a aidé à tenir durant sa captivité et lui a permis de développer une nouvelle philosophie de vie qui lui offre la capacité de résoudre des affaires bien plus complexes que par le passé. Par ailleurs, Charlie va tout mettre en œuvre pour découvrir les responsables de la sinistre machination qui l’a conduit derrière les barreaux, quitte à se confronter à des collègues hostiles et douteux.

### Seconde saison
Après les événements de fin de la première saison (et avoir arrêté le meurtrier de la famille Seybolt), Charlie Crews continue d'enquêter sur la conspiration qui a été dirigée contre lui, ce qui l'amène à cinq policiers retraités. Il part également à la recherche de la survivante du massacre de ses amis, sa « nièce » Rachel Seyboldt.
Le lieutenant Reese commence à sortir avec leur nouveau chef arrivé de New York (le capitaine Tidwell) après la disparition de son père et Ted, quant à lui, devient professeur d'économie.

## Personnages

### Principaux

#### Protagoniste
Charles "Charlie" Crews Junior
L’inspecteur Charlie Crews est le personnage principal de la série.
Crews était un officier de police ordinaire et marié tenant également un bar avec son ami Tom Seybolt, quand les membres de la famille Seybolt, ses amis proches, furent sauvagement assassinés. La seule survivante du massacre fut leur petite fille de neuf ans, Rachel Seybolt. Crews fut soupçonné par pratiquement tout le monde, puis jugé coupable des meurtres et enfermé à perpétuité à la prison d'État de Pelican Bay. Sa femme divorça en lui envoyant les papiers par voie postale, et son propre père a également interdit à sa mère de venir le voir (ce qui l'aurait tuée selon Charlie, raison pour laquelle il est depuis en froid avec lui).
Il fut cependant innocenté et relâché au bout de douze années de détention grâce à Constance Griffiths, quand le dossier fut rouvert, que le manque de preuves suffisantes fut établi (grâce à des tests ADN) et le vice de procédure, reconnu. Après des accords passés (entre autres financiers) pour compenser les préjudices qu'il a subis, Charlie Crews a notamment obtenu le droit de réintégrer la police en tant que lieutenant inspecteur, et ce malgré les réticences tenaces : bien que blanchi, pour beaucoup de ses anciens collègues il n'est pas lavé de tout soupçon.
En parallèle à son travail et contrairement aux accords, il mène secrètement sa propre enquête sur les meurtres dont il a été à tort accusé.
C'est un individu à la personnalité atypique et qui apparaît souvent comme « décalé » dans son rapport aux autres et aux événements, n'étant entre autres pas en phase avec les évolutions technologiques apparues durant son incarcération. Il adore manger des fruits et manifeste parfois des envies originales ou des réflexions inattendues. Grandement inspiré par la lecture d'un livre sur le zen qui l'a soutenu en prison et influence tous les aspects de sa vie, il a développé une philosophie qui lui permet d'avoir une approche différente mais efficace lors de ses enquêtes. Du fait de son expérience de la vie carcérale, il est aussi moins rigide que les autres face aux règles (en portant par exemple une arme blanche sur lui même quand il est en service) et en a retiré un sens de la justice moins « manichéen » que ses collègues. Il est constamment sur le fil du rasoir entre sa recherche de paix intérieure et son désir de vengeance. « Tout est lié, tout a un sens. » est son leitmotiv.

#### Deutéragoniste
Dani Reese
L’inspecteur Reese est la nouvelle coéquipière et l'officier supérieur immédiat de Charlie Crews.
Elle est la fille de Jack Reese et d'une mère iranienne avec qui elle a appris à parler le farsi. À cause d'une mission d'infiltration qui a mal tourné, elle sort d'une cure de désintoxication pour ses problèmes de drogue et d'alcool et va à des réunions dans un groupe de soutien (avec des résultats cependant relatifs).
Au début, Reese qui a son passif personnel et est aussi mal vue, apparaît comme constamment blasée et renfrognée, n'ayant pas vraiment confiance en Crews et se lassant vite de ses excentricités. Néanmoins, après quelque temps à le côtoyer, elle apprend à le connaître et l'apprécier jusqu'à devenir son amie, car son point de vue unique et sa façon d'être atypique font de lui un homme meilleur ainsi qu'un inspecteur de police exceptionnel.

#### Entourage de Charlie Crews
Ted Earley
Ted est le colocataire et le conseiller financier de Charlie Crews, qu'il a rencontré en prison.
Il était un PDG qui a perdu son emploi pour avoir détourné les fonds de retraite des employés de l'entreprise et fut emprisonné pour délit d'initié, ce qu'il regrette depuis. Charlie lui a sauvé la vie en prison et l'a protégé jusqu'à sa libération, ils sont ainsi devenus amis. Crews l'a ensuite retrouvé à l'extérieur pour lui proposer de gérer son patrimoine.
Ted a découvert son enquête non autorisée et illégale par hasard en le couvrant, et l'aide ensuite à la mener à bien. Dans le dernier épisode de la première saison, il demande à Crews s'il ne le prend pas pour Alfred Pennyworth, laissant entendre qu'il jouerait un peu le rôle de "majordome" pour lui, ce qu'il dément. Ted est divorcé et père d'une fille. Lui aussi a été fortement bouleversé par son séjour à Pelican Bay qui l'aurait, selon ses dires, beaucoup changé par rapport à l'homme qu'il était avant.
Bien qu'il puisse paraître rabat-joie, Ted est un ami fidèle doué d'une forte conscience, qui mesure pleinement les conséquences de ses actes et qui, sans être pour autant naïf ni "tout blanc ou tout noir", se laisse positivement influencer par Crews malgré les idées excentriques qu'il peut lui soumettre concernant la gestion de ses dépenses. Il se montre d'ailleurs très responsable et efficace quand il s'agit d'économie et possède des aptitudes en informatique utiles à Crews.
Robert "Bobby" Stark
Le brigadier Stark est un policier en uniforme, l'ancien partenaire de Charlie Crews.
Au retour de Charlie dans la police, il est le seul parmi ses anciens collègues à l'accueillir avec enthousiasme et lui témoigner de la loyauté, ce qui lui avait déjà valu des déboires à l'époque de la condamnation de Crews. D'après sa femme, c'est parce que Bobby ne se s'est pas retourné contre lui qu'il est resté quatre ans sans coéquipier.
C'est un homme qui apparaît de prime abord comme un « bon gars » un peu candide et nostalgique de son partenariat avec Crews. Il se montre aussi solidaire et très zélé quand il s'agit de rendre service à son ex-coéquipier.
Kevin Tidwell
Le capitaine Tidwell est à la tête de la division d'enquête sur les homicides du LAPD à la seconde saison. Remplaçant le lieutenant Davis à ce poste à la suite des événements de la première saison, il devient le nouveau supérieur des lieutenants Crews et Reese.
Originaire de New York, il constate rapidement les différences de « mentalité » entre la côte Ouest et la côte Est (notamment face aux tremblements de terre) mais arrive aisément à s'intégrer.
Il est présenté comme ayant une attitude très (parfois trop) décontractée et certains comportements déplacés, prétendant par exemple lors de sa rencontre avec Crews et Reese qu'il aurait à la fois une épouse et une maîtresse. Cependant, il a le sens de la justice dans le cadre professionnel et prend son nouveau poste très au sérieux quand c'est nécessaire. En tentant de raisonner un collègue largué par sa femme et suicidaire, il fait également part de son expérience de la vie conjugale : avant d'intégrer le bureau, il aurait eu trois épouses dont il conserve les photos dans son portefeuille.

### Secondaires
Olivia Canton
Olivia se présente chez Charlie et tombe sur Ted.
Elle est la fiancée du père de Crews et, malgré les réticences de son futur beau-fils qui fait tout pour éviter de la voir, souhaite se rapprocher de lui et de son ami.
C'est une femme charmante et agréable qui fait beaucoup d'effet à Ted.
Rachel Hollis (nom adoptif) / Rachel Seybolt (identité réelle)
Rachel est la seule survivante du meurtre de la famille Seybolt quand elle avait neuf ans.
Elle a mystérieusement disparu après les faits.
En tant qu'ami proche de son père et « oncle » de la famille, Charlie Crews la considère toujours comme sa nièce bien qu'elle ait oublié ce lien en grandissant. Les traumatismes subis l'incitent facilement à se terrer dans le mutisme pour se protéger.
Jane Seever
L’inspecteur Seever est la nouvelle partenaire temporaire de Crews.
C'est une femme ambitieuse qui a un plan de carrière établi sur quinze ans et visant à être élue maire de Los Angeles.
Elle a une grande vitesse de lecture, est capable de prendre note en détail de la moindre idée de Crews et possède une mémoire eidétique. Elle est également avocate de formation et a déjà pratiqué le relais à un niveau olympique.

### Antagonistes
Jack Reese
Le capitaine (retraité) Jack Reese est un ancien policier connu et respecté.
C'est le père de Dani, qui a une très mauvaise opinion de lui et entretient avec lui de vieilles tensions familiales (s'étant, d'après un aveu à Crews, demandée durant toute son enfance si elle devait « le détester ou en avoir peur »). Malgré sa retraite, il semble posséder une certaine influence.
Il est ami avec Carl Ames et ses intentions ne sont pas claires.
Carl Ames
L’inspecteur (retraité) Carl Ames est l'ancien policier qui était chargé à l'époque de l'enquête sur le meurtre de la famille Seybolt, ainsi que celui qui a fait condamner Charlie Crews.
Malgré la reconnaissance officielle de l'innocence de Crews ainsi que sa libération, il continue de clamer sa culpabilité. Il est aussi manifestement porté sur la boisson.
Orson Parker (nom d'emprunt) / Kyle Hollis (identité réelle)
Le révérend Orson Parker est le père adoptif qui a élevé Rachel Seybolt en secret en tant que prêcheur.
Ancien criminel (selon ses dires, repentant) du nom de Kyle Hollis, il aurait « trouvé la foi » et aurait décidé de prendre soin de Rachel après une « révélation divine ».
En dépit de ses prédications illuminées ainsi que des sentiments qu'il exprime vis-à-vis de sa « fille », sa véritable personnalité semble cachée derrière les apparences.
Mickey Rayborn
Rayborn est un ancien officier de police qui est parti à la retraite et est devenu un riche philanthrope avec beaucoup d'influence.
Bien qu'il ne donne pas l'impression de vouloir cacher grand-chose à Crews, il semble assez bien informé et demeure énigmatique. Il déploie aussi beaucoup de ressources pour sa propre protection.
Il peut se montrer joueur et n'inspire pas de malveillance de prime abord.
Roman Nevikov
Nevikov est un mafieux originaire d'une prison russe et à la réputation effrayante, propriétaire d'une boîte de nuit de Los Angeles couvrant de toute évidence ses affaires illégales, parmi lesquelles un trafic d'êtres humains.
Psychopathe avéré, même ses propres sbires le craignent. Il a un attrait pour les chiens d'attaque.
Karen Davis
Le lieutenant Davis est à la tête de la division d'enquête sur les homicides du LAPD à la première saison, et la supérieure des lieutenants Crews et Reese.
Également défavorable à la réintégration de Crews ainsi qu'au courant des problèmes d'addiction de Reese, elle lui met la pression dès le début de leur partenariat pour qu'elle note des irrégularités chez son coéquipier, afin de les lui rapporter et avoir ainsi une raison recevable de le faire partir de la police (ce que Reese refuse finalement de faire).
Elle est mariée et mère de famille mais ne porte pas d'alliance.

### Autres
Jennifer Conover (nom d'épouse) / Jennifer Crews (anciennement)
Jennifer est l'ex-femme remariée de Charlie Crews.
À l'époque des meurtres, elle n'a pas soutenu son mari et l'a abandonné à son sort quand il a été soupçonné, n'ayant même pas le courage de le rencontrer durant sa demande de divorce dont elle lui a envoyé les papiers par voie postale. Elle s'est remariée quelques années après et a des enfants.
Depuis sa réintégration, Crews a pris l'habitude de contrôler et verbaliser son nouveau mari quand il en a l'occasion.
C'est une femme à la personnalité égoïste et évitante.
Amanda Puryer
Amanda Puryer est membre d'une société privée de services de sécurité employée par Mickey Rayborn pour servir ses intérêts.
Motivée par un code de déontologie et la confidentialité, elle s'acquitte de son travail avec efficacité et professionnalisme, nonobstant un certain machiavélisme professionnel et son habitude de fumer, en toute conscience, même dans les lieux où c'est interdit (comme lors de sa rencontre avec Crews à son travail ou avec Ted dans sa salle de classe).
C'est une femme à l'allure sophistiquée et sûre d'elle qui tient énormément à sa réputation professionnelle.
Constance Griffiths
Constance est l'avocate qui a fait libérer Charlie Crews et défendu ses intérêts depuis plusieurs années. Elle devient ensuite assistante du procureur.
Motivée par le désir de le « sauver », elle est convaincue sans l'ombre d'un doute de son innocence et lui a été d'un grand soutien depuis qu'elle le représente.
Ils partagent un lien très particulier, ainsi qu'un attachement qui dépasse le cadre professionnel en dépit de son mariage.
À l'origine, ce rôle aurait dû être joué par Melissa Sagemiller (déjà présente sur les affiches promotionnelles à l'époque), mais elle a finalement été remplacée par Brooke Langton en juillet 2007.

## Distribution

### Acteurs principaux
- Damian Lewis (VF : Jean-Pierre Michaël) : Inspecteur Charles « Charlie » Crews Jr.
- Sarah Shahi (VF : Charlotte Marin) : Inspecteur Dani Reese
- Adam Arkin (VF : Gabriel Le Doze) : Ted Earley
- Brent Sexton (VF : Jean-François Aupied) : Officier Robert « Bobby » Stark (22 épisodes)
- Donal Logue (VF : Loïc Houdré) : Capitaine Kevin Tidwell (saison 2)

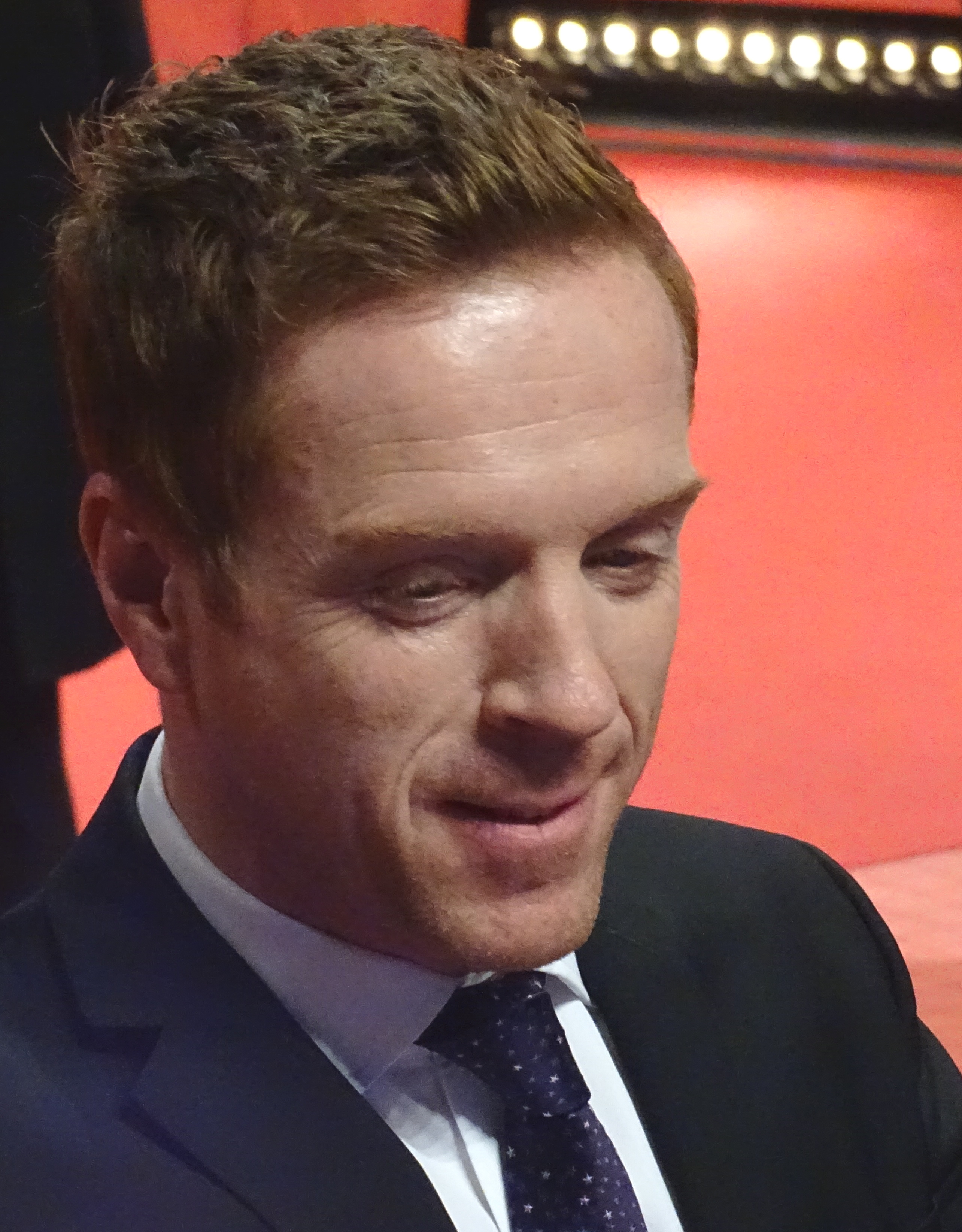
Damian Lewis interprète Charlie Crews.
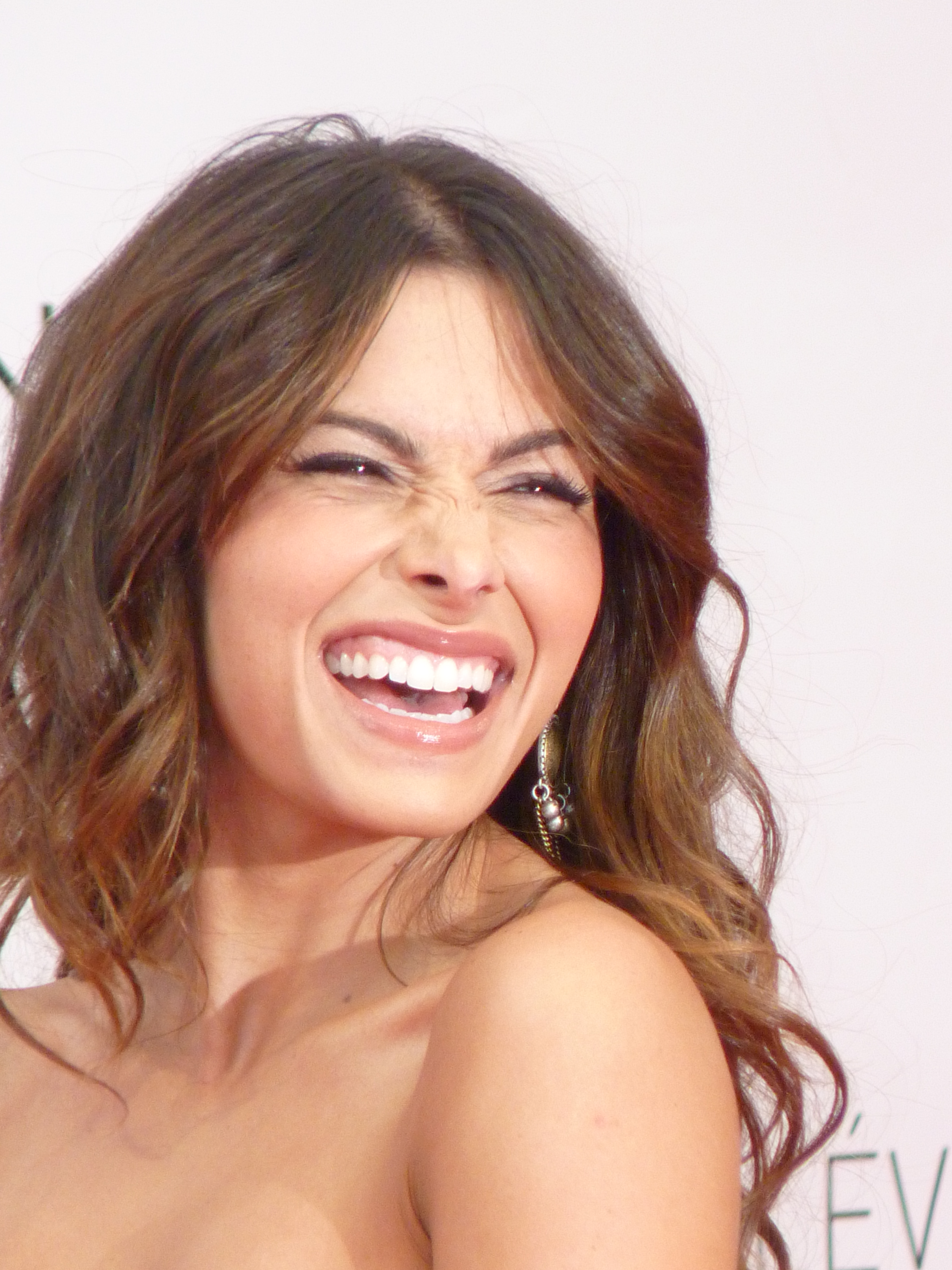
Sarah Shahi interprète Dani Reese.
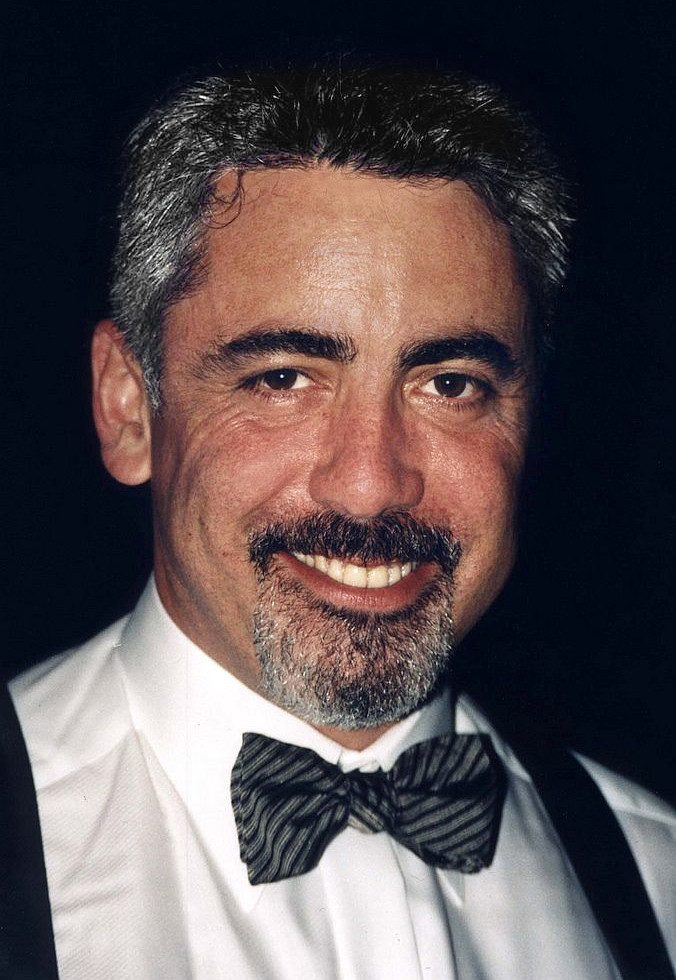
Adam Arkin interprète Ted Earley.
Brent Sexton interprète Bobby Stark.
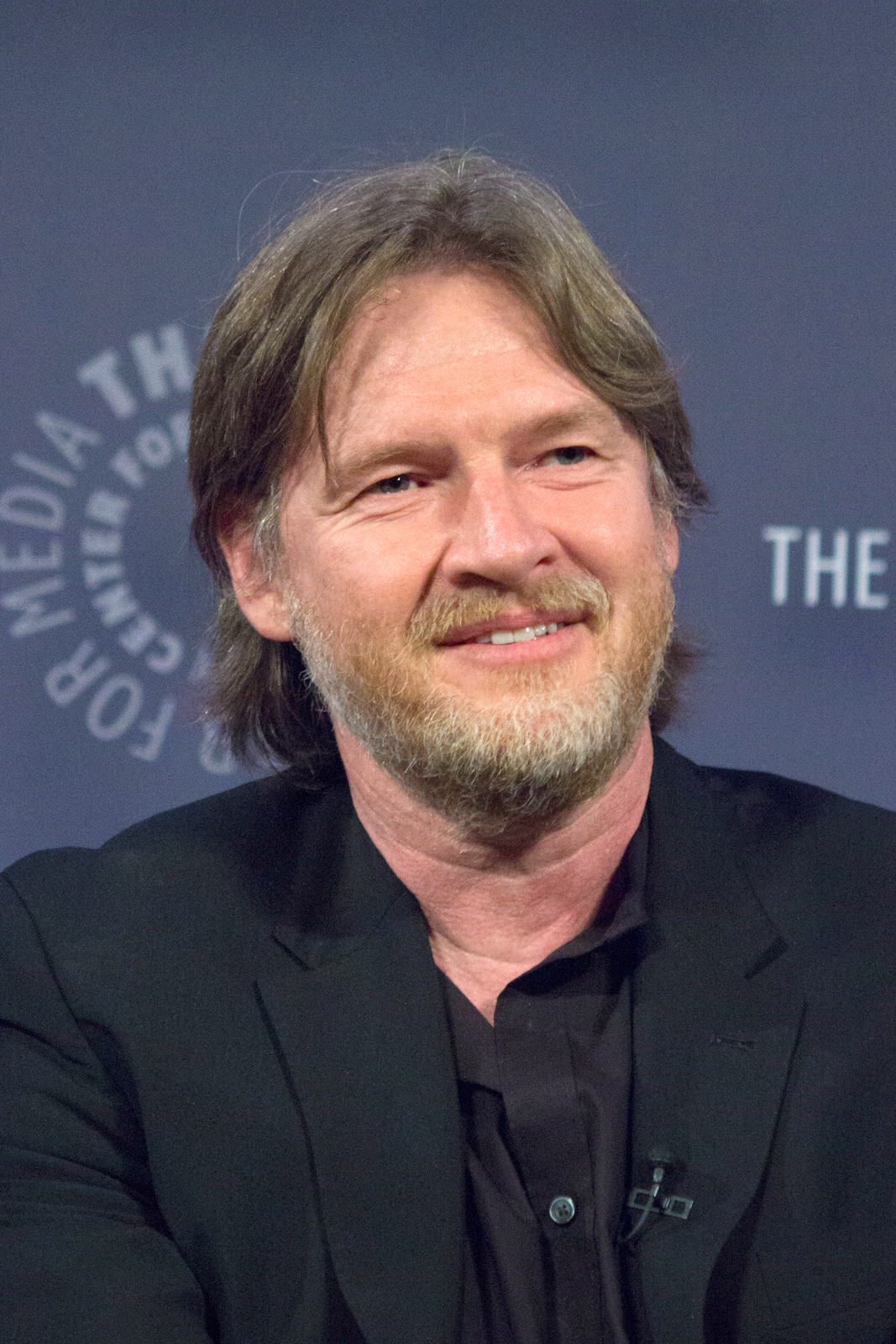
Donal Logue interprète Kevin Tidwell.

### Acteurs récurrents
- Robin Weigert (VF : Josiane Pinson) : Lieutenant Karen Davis (11 épisodes)
- Brooke Langton (VF : Dominique Westberg) : Constance Griffiths (11 épisodes)
- Jennifer Siebel (VF : Patricia Piazza) : Jennifer Conover (9 épisodes)
- Victor Rivers (VF : Bernard Métraux) : Capitaine Jack Reese (8 épisodes)
- Jessy Schram (VF : Audrey Sablé) : Rachel Seybolt / Rachel Hollis (7 épisodes)
- Shashawnee Hall (VF : Jean-Pierre Leclerc) : Agent spécial Paul Bodner (7 épisodes)
- Christina Hendricks (VF : Sybille Tureau) : Olivia Canton (4 épisodes)
- Garret Dillahunt (VF : Vincent Ropion) : Roman Nevikov (3 épisodes)
- Jon Sklaroff (VF : Nicolas Marié) : Arthur Tins (3 épisodes)
- Michael Cudlitz (VF : Sam Salhi) : Mark Rawls (3 épisodes)
- Titus Welliver (VF : Philippe Catoire) : Kyle Hollis / Révérend Orson Parker (2 épisodes)
- Roger Aaron Brown (VF : Jean-Pierre Leclerc) : Inspecteur Carl Ames (saison 1, 5 épisodes)
- Celestin Cornielle (VF : Enrique Carballido) : Flic #2 (coéquipier de Bobby Stark, saison 1, épisode 11)
- William Atherton (VF : Mario Pecqueur) : Mickey Rayborn (saison 2, 8 épisodes)
- Helen McCrory (VF : Ariane Deviègue) : Amanda Puryer (saison 2, 5 épisodes)
- Gabrielle Union (VF : Véronique Desmadryl) : Inspecteur Jane Seever (saison 2, 4 épisodes)
- Geoff Pierson (VF : Jean Barney) : Charlie Crews Sr. (saison 2, épisodes 12 et 14)

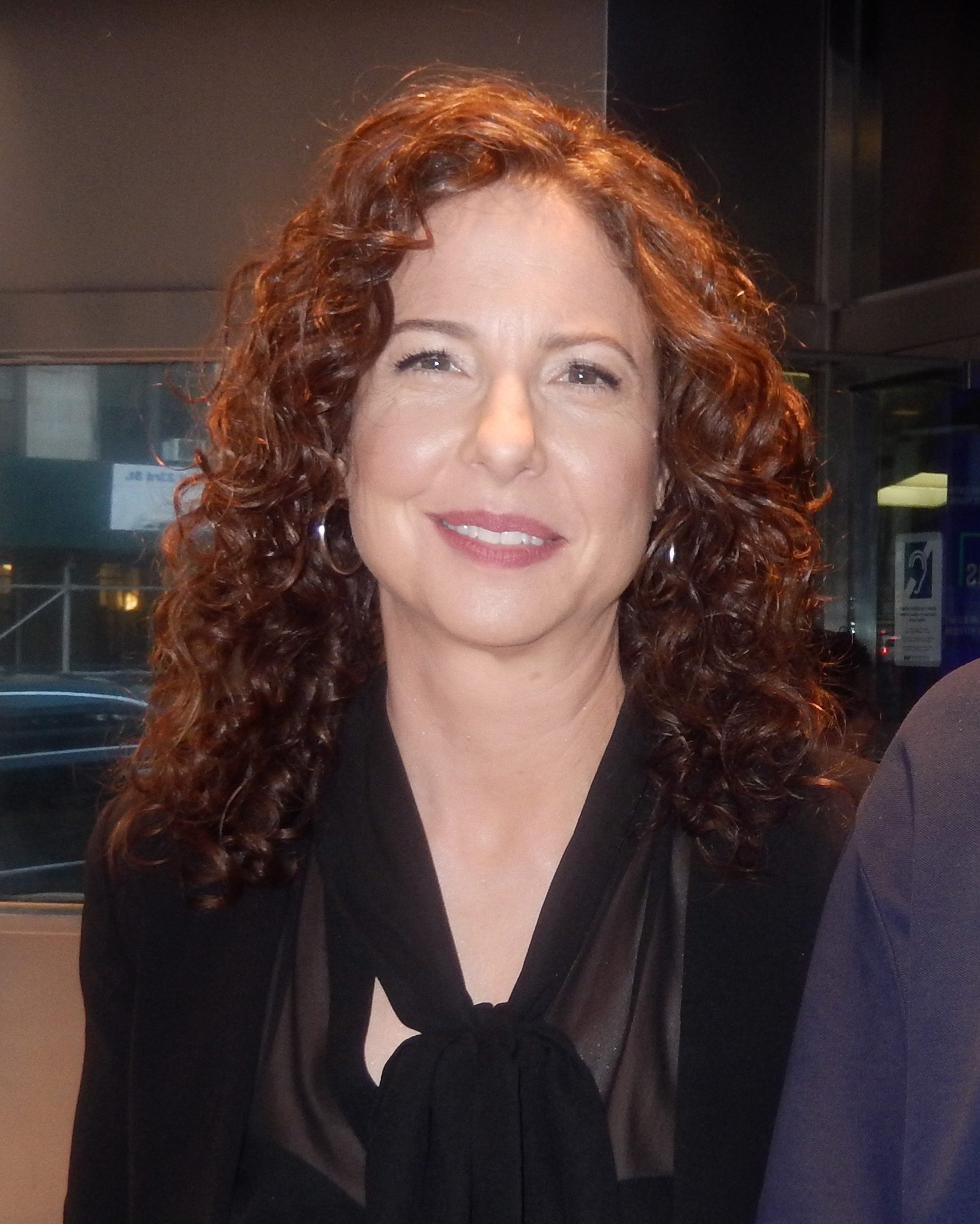
Robin Weigert interprète Karen Davis.
Brooke Langton interprète Constance Griffiths.
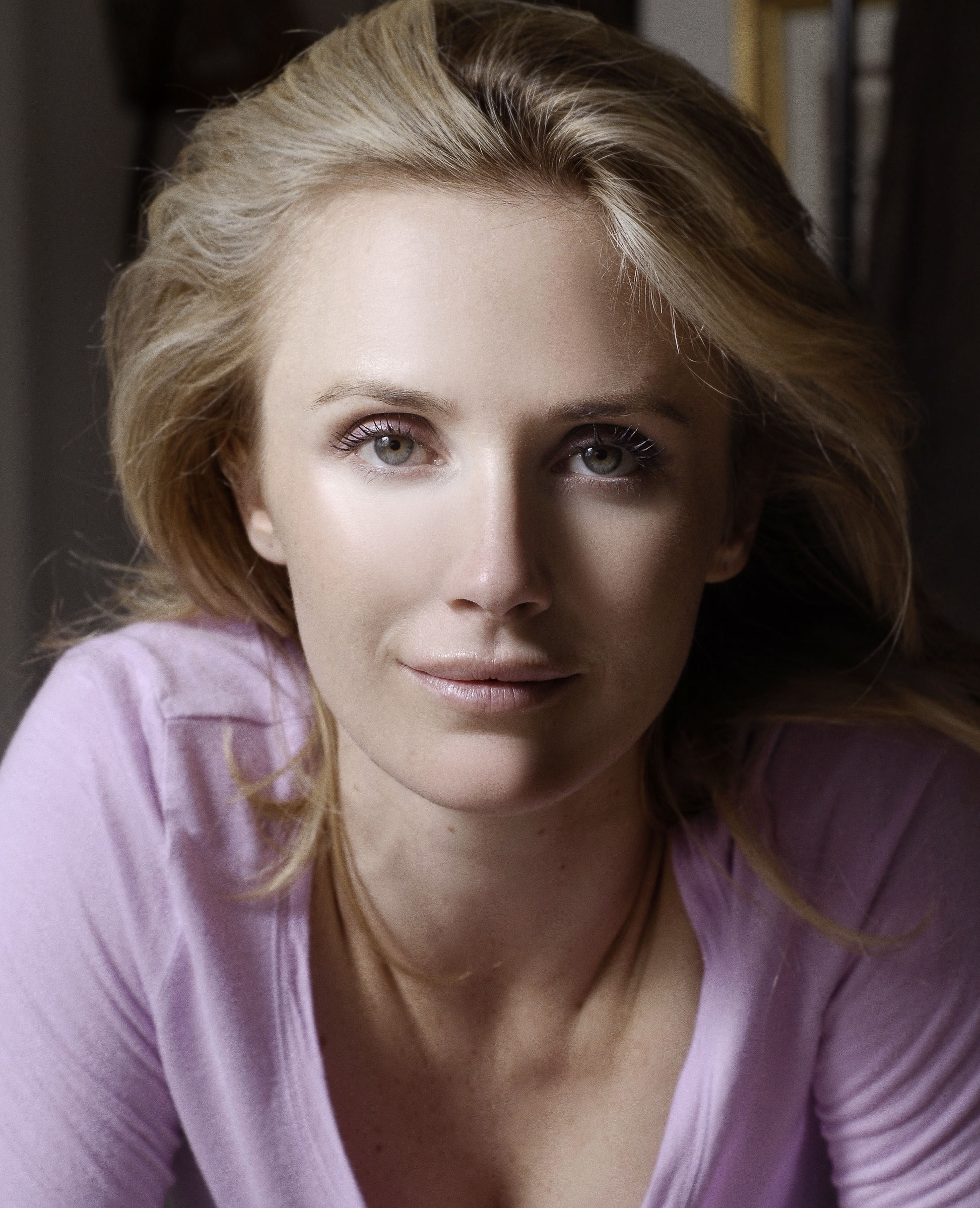
Jennifer Siebel interprète Jennifer Conover.
Victor Rivers interprète Jack Reese.
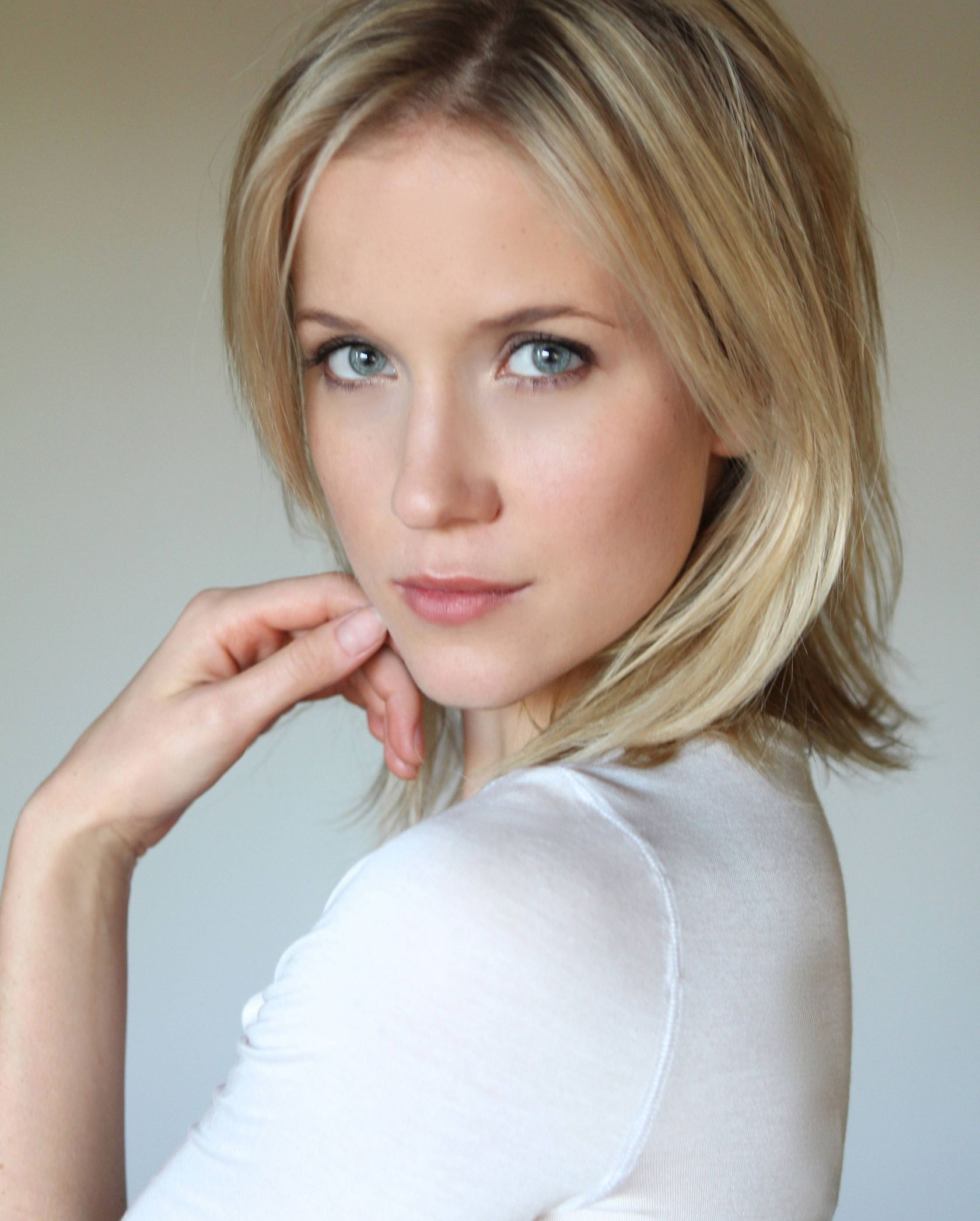
Jessy Schram interprète Rachel Seybolt / Hollis.
Shashawnee Hall interprète Paul Bodner.
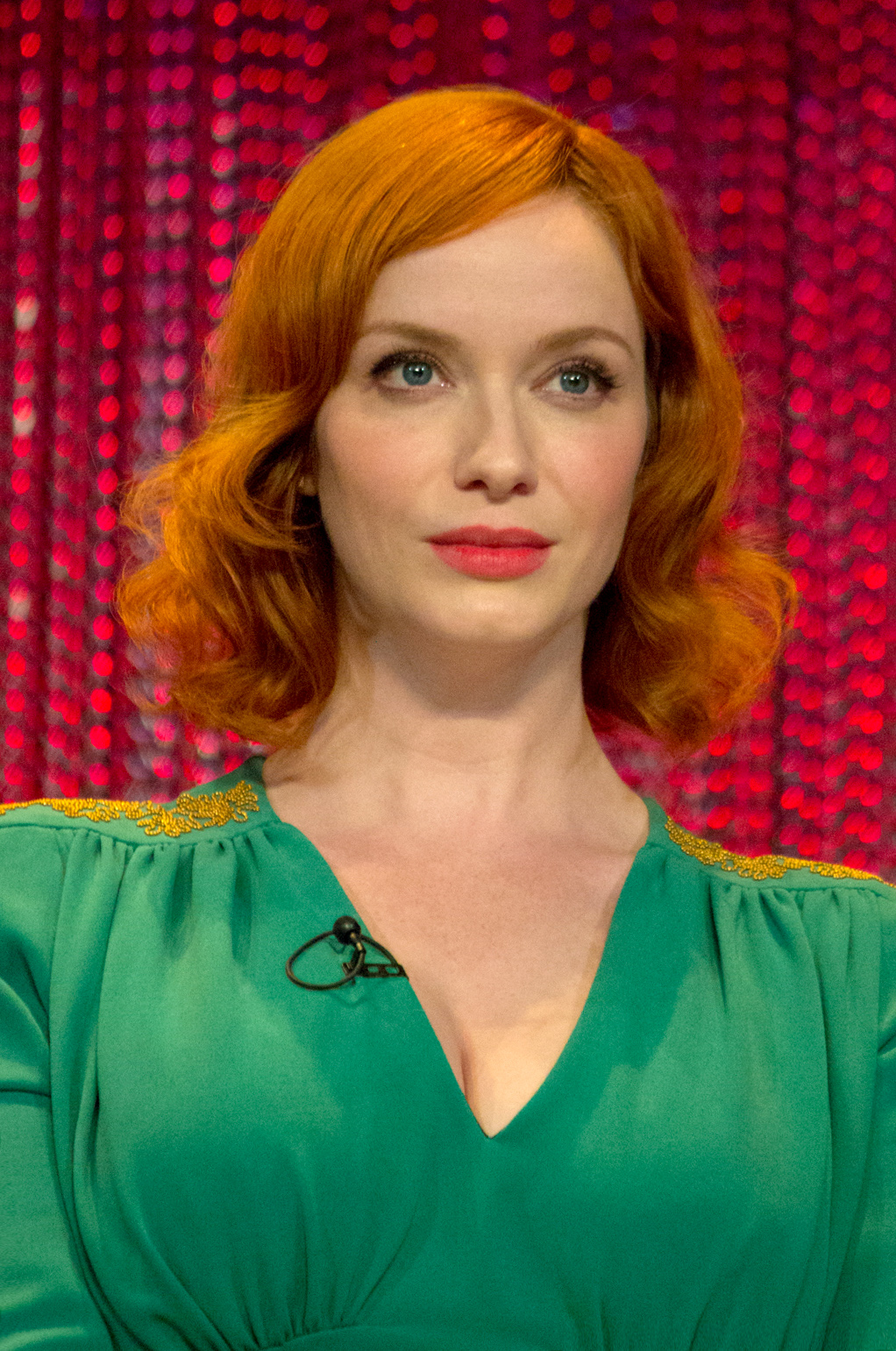
Christina Hendricks interprète Olivia Canton.
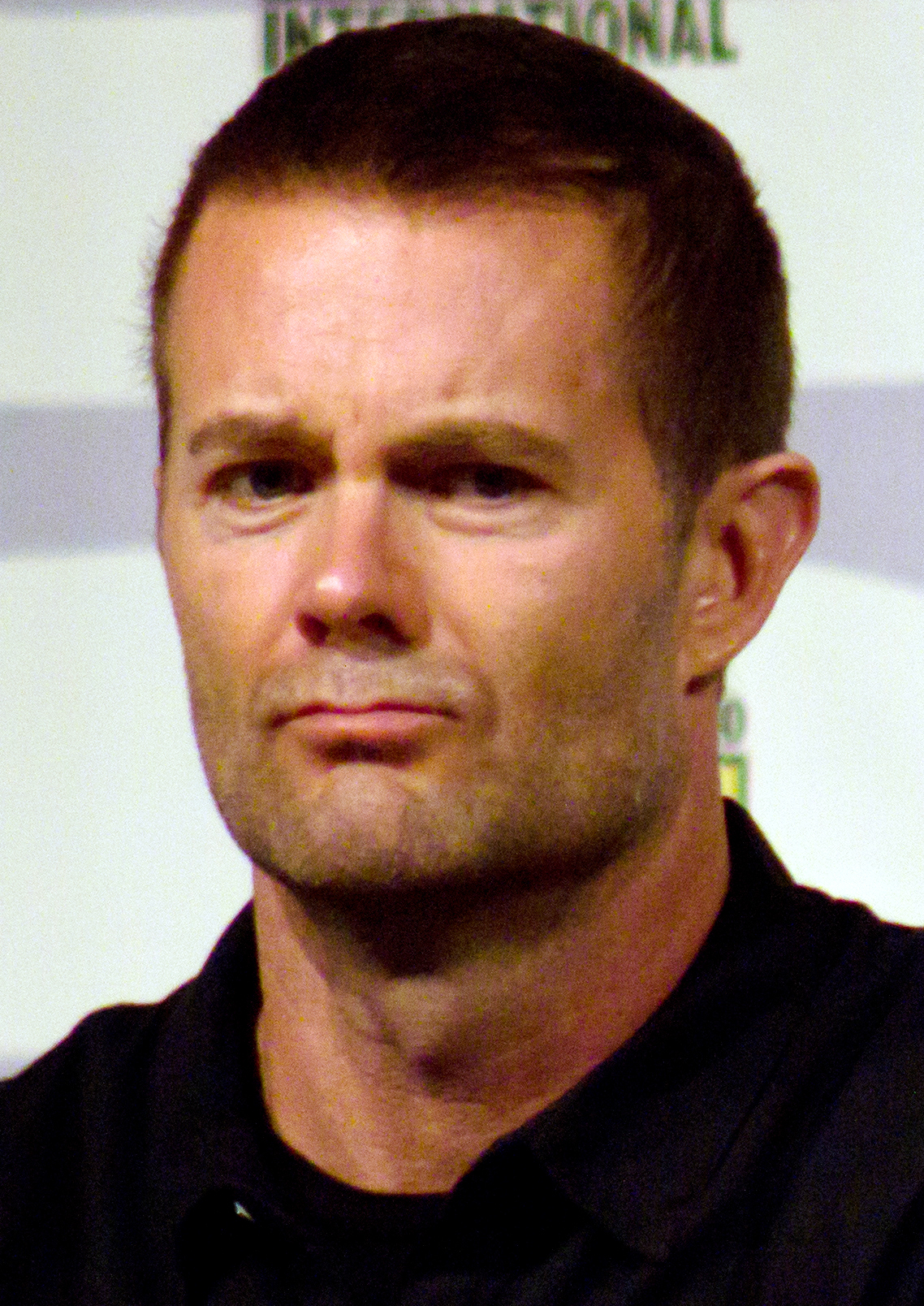
Garret Dillahunt interprète Roman Nevikov.
Jon Sklaroff interprète Arthur Tins.
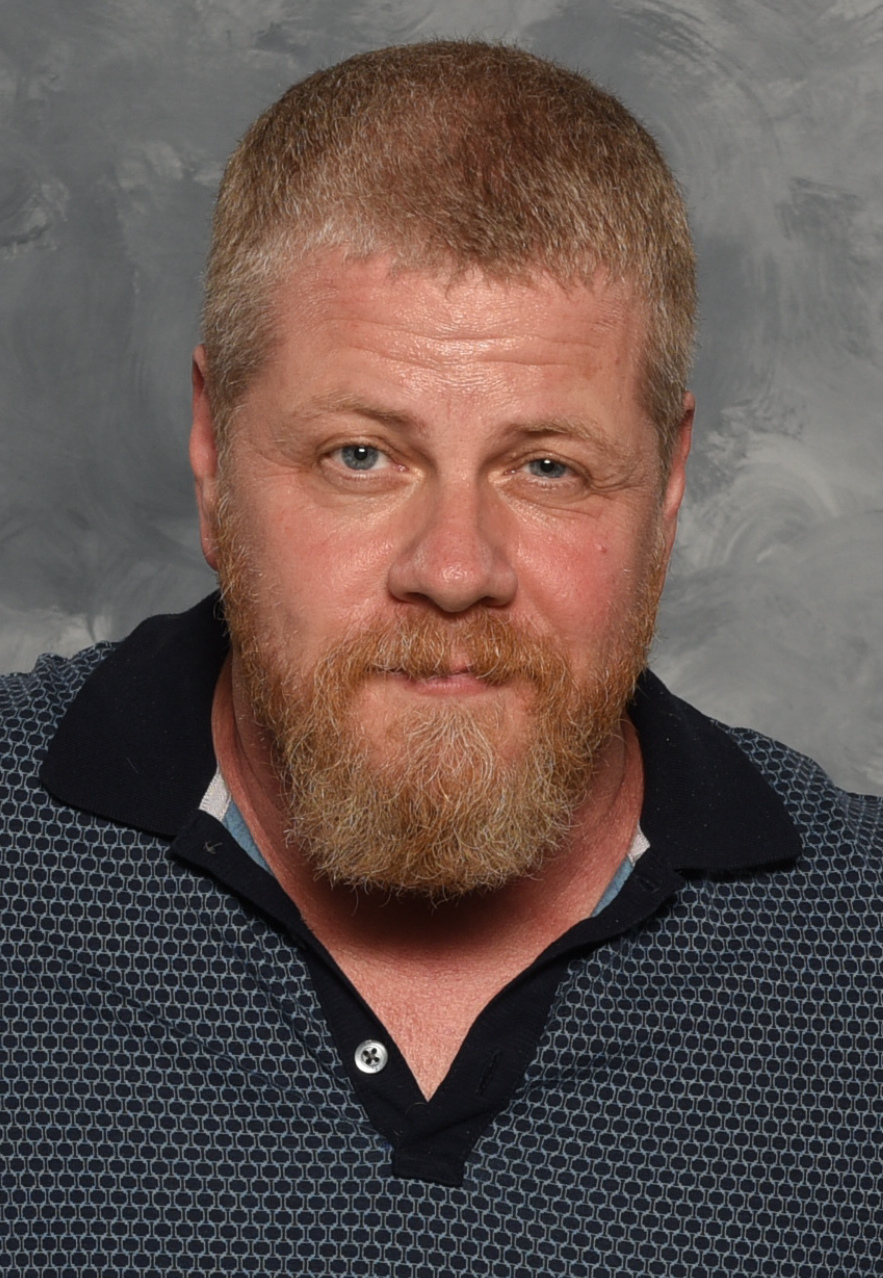
Michael Cudlitz interprète Mark Rawls.
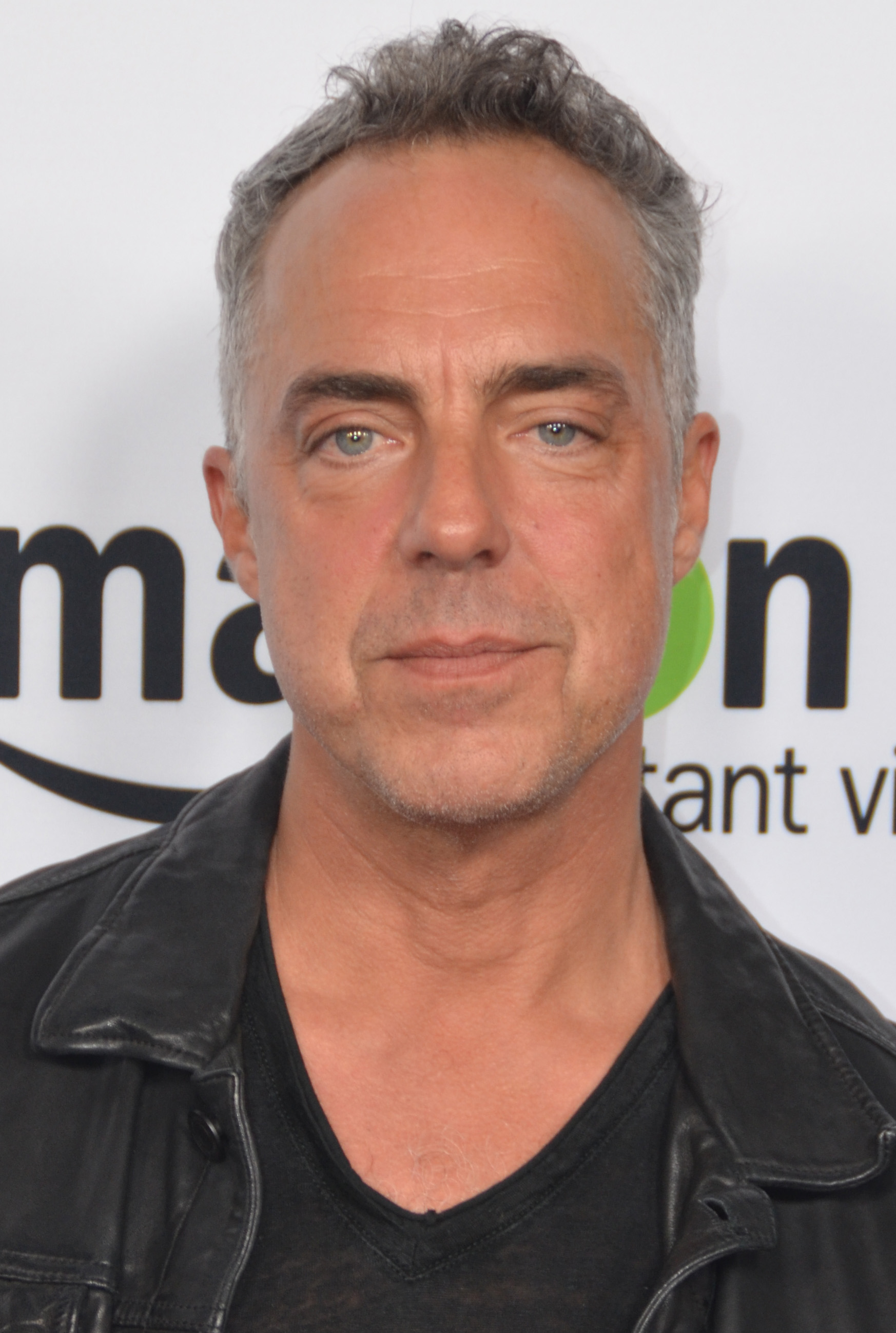
Titus Welliver interprète Kyle Hollis / Orson Parker.
Roger Aaron Brown interprète Carl Ames.
Celestin Cornielle interprète le coéquipier de Bobby Stark.
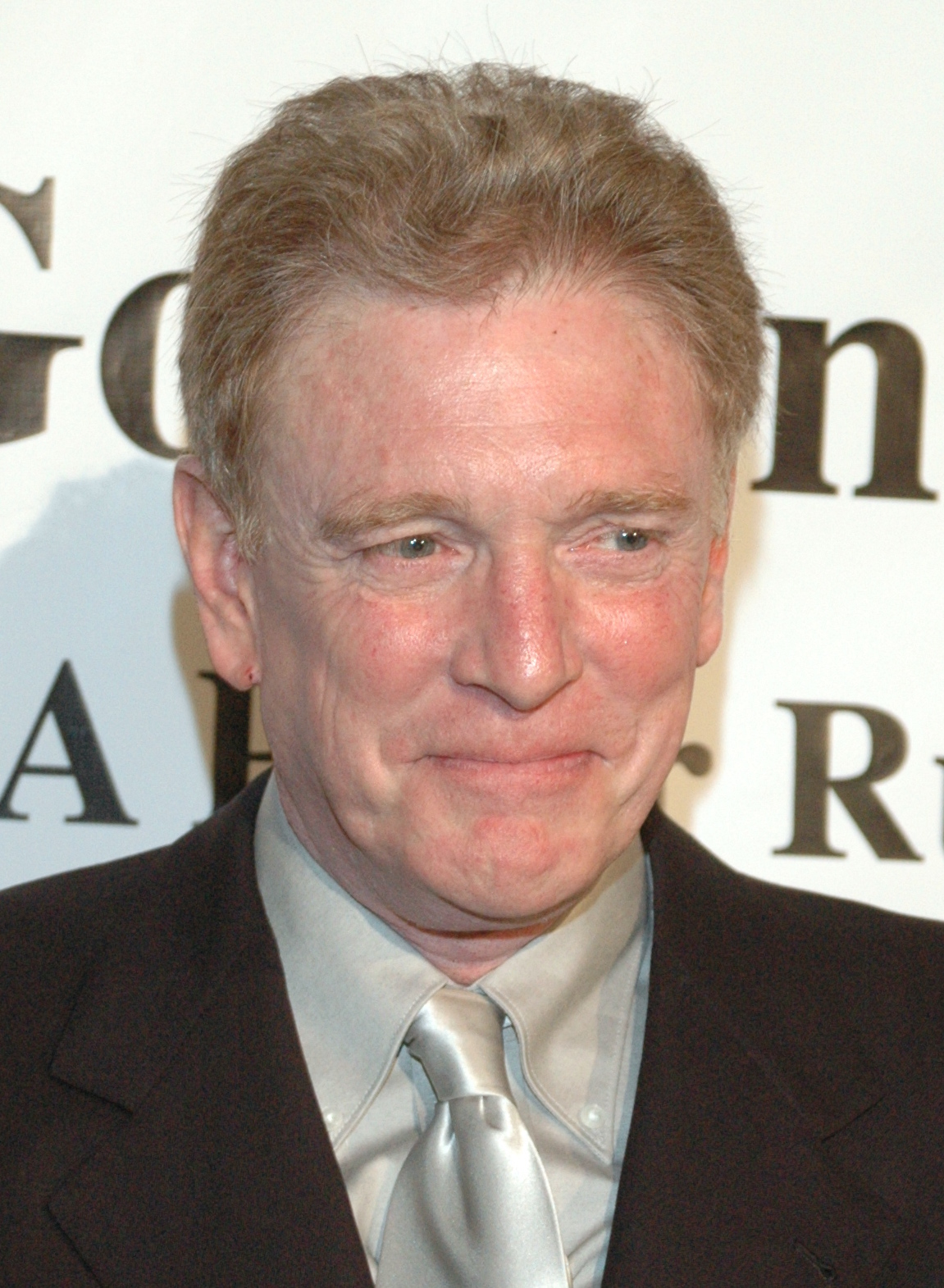
William Atherton interprète Mickey Rayborn.
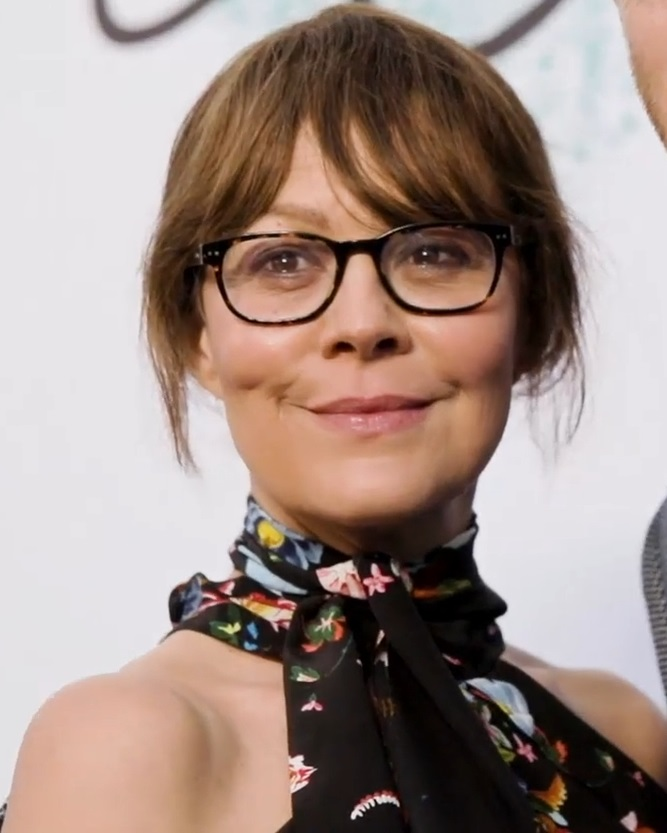
Helen McCrory interprète Amanda Puryer.
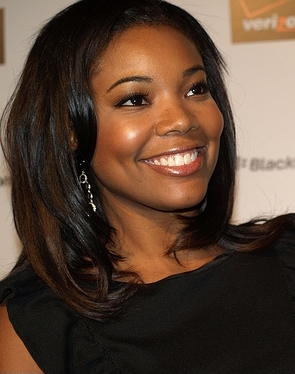
Gabrielle Union interprète Jane Seever.
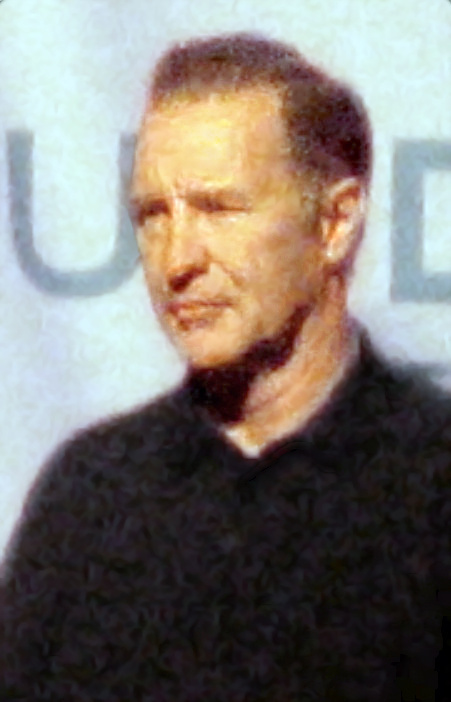
Geoff Pierson interprète Charlie Crews Sr.

 Source et légende : version française (VF) sur RS Doublage

## Production
Le projet de Rand Ravich a reçu une commande de pilote en octobre 2006 qui sera réalisé par David Semel.
Fin décembre 2006, Damian Lewis et Sarah Shahi décroche les rôles principaux, suivis en janvier 2007 par Melissa Sagemiller dans le rôle de Constance, Adam Arkin, rejoints en février par Robin Weigert.
Satisfaits du pilote, NBC commande la série le 10 mai 2007 et annonce quatre jours plus tard lors des Upfronts qu'elle sera diffusée les mercredis à l'automne.
En juillet, Brent Sexton est promu à la distribution principale, puis le rôle de Constance est recasté et attribué à Brooke Langton, et les scènes sont tournées de nouveau. Jennifer Siebel décroche un rôle récurrent en septembre.
Le 10 octobre, NBC commande trois scripts, et malgré le déclenchement de la grève de la Writers Guild of America de 2007 le mois suivant, commande neuf épisodes supplémentaires, soit un total de 22 épisodes. Seulement onze épisodes ont été produits et diffusés jusqu'en décembre. À la fin de la grève en février 2008, la production ne reprend pas, mais NBC renouvelle la série pour l'automne prochain, pour treize épisodes.
En mai, NBC place la série dans la case du vendredi soir, mais en octobre, la redéplace les mercredis après six épisodes. Le mois suivant, NBC commande neuf épisodes supplémentaires, soit une saison de 22 épisodes.
La série est annulée en mai 2009.

## Épisodes

### Liste des épisodes

#### Première saison (2007)
1. Enfin libre (Merit Badge)
Charlie Crews, policier condamné à perpétuité depuis douze ans pour un crime qu’il n’a pas commis, est finalement innocenté : il réintègre les forces de l'ordre de Los Angeles et fait la connaissance de sa nouvelle coéquipière, Dani Reese.
Leur première enquête concerne le meurtre d’un jeune scout dont tous les membres de la troupe ont un père en prison.
2. Mariage sans lendemain (Tear Asunder)
Une jeune mariée meurt juste après son mariage et Crews ne pense pas que le marié soit le coupable.
En parallèle, il cherche à découvrir les raisons qui lui ont valu son séjour en prison.
3. Aveux… et désaveux (Let Her Go)
Des époux sont agressés en voiture et la femme meurt : le mari qui a assisté au meurtre ne veut pas reconnaître le suspect.
Crews rencontre le policier qui l’a fait mettre en prison.
4. Chambre avec vue (What They Saw)
Un homme a été tué dans son appartement et les témoignages des voisins divergent, mais un témoin sans-abri rôde aux alentours.
5. L'Ange tombé du ciel (The Fallen Women)
Crews et Reese tentent de découvrir si la femme déguisée en ange, retrouvée morte au bas d’un hôtel, s’est suicidée ou faite défenestrer.
6. Confession d'un homme dangereux (Powerless)
Au cours d’une réunion aux Alcooliques Anonymes, Reese comprend qu’un de ses membres a commis un viol et peut recommencer.
7. Un fils perdu (A Civil War)
L’assassinat de deux étudiants iraniens dans un contexte de tensions raciales va réserver bien des surprises à Crews et à Reese.
8. Double jeu (Farthingale)
Un employé du fisc, qui menait une double vie, est retrouvé mort dans une violente explosion de gaz.
9. Enfance volée (Serious Control Issues)
En enquêtant sur la mort d’une jeune fugueuse retrouvée guitare à la main, Crews et Reese font un lien avec une affaire très antérieure.
10. Le Maître zen (Dig a Hole [1/2])
Le corps d'un maître zen enterré il y a une décennie est retrouvé.
En parallèle, Crews découvre que le père retraité de sa coéquipière est peut-être impliqué dans son incarcération.
11. L'étau se resserre (Fill It Up [2/2])
Une trafiquante de drogues a tué son mari, et l’arme du crime est introuvable.
En parallèle, Crews part sur la trace du meurtrier de la famille Seybolt.

#### Seconde saison (2008-2009)
Elle a été diffusée à partir du 29 septembre 2008.
1. Mis à mal (Find Your Happy Place)
Un magasin de boîtes et de cartes de vœux est au centre de meurtres en série dont les corps sont retrouvés aux quatre coins de la ville.
2. Où on veut… Quand on veut (Everything… All the Time)
Le corps d'un père de famille apparemment battu à mort par un gang est retrouvé attaché sur une chaise au fond d’une piscine.
3. L'Homme de glace (The Business of Miracles)
Un scientifique spécialisé dans la recherche sur le cancer est retrouvé dans un laboratoire pharmaceutique congelé au diazote.
4. Expérience carcérale (Not for Nothing)
Lors d’une expérience en milieu carcéral simulée dans les sous-sols d'une université, l'un des « gardiens » est retrouvé mort.
5. Corps brisés (Crushed)
Un étudiant passant beaucoup de temps sur des sites de rencontre est retrouvé compacté avec un véhicule dans une casse.
6. Stupeur et tremblements (Did You Feel That?)
Un meurtrier précédemment arrêté par Crews et Reese s’évade de prison, tandis qu’un tremblement de terre secoue tout Los Angeles.
7. Jackpot (Jackpot)
Une jeune arnaqueuse est retrouvée morte durant un dîner intime : leur piste amènent Crews et Reese à un groupe de parole insolite.
8. Vendredi noir (Black Friday)
Au cours du Vendredi noir, un corps est trouvé dans la galerie d'un centre commercial.
9. Les Groupies (Badge Bunny)
Une victime apparente d'un « règlement de comptes » entre revendeurs, est de ces « anges » ne sortant qu’avec des policiers.
10. La Traversée du désert (Evil… and His Brother Ziggy)
Un conflit de juridiction éclate entre la police tribale et le bureau du shérif sur un meurtre commis dans une réserve indienne.
11. Les Collectionneurs / Hommage fleuri (Canyon Flowers)
Le meurtre d’un livreur des aides sociales enterré et mis en scène avec des pétales de fleur, pourrait être lié à une secte des années 1970.
12. Piège en sous-sol (Trapdoor)
Crews et Reese enquêtent sur Roman Nevikov pour trois corps trouvés : le mafieux russe se révèle impliqué dans l’histoire de Crews.
13. Les Pieds sur terre (Re-Entry)
Lors d’un vol en solitaire, un pilote de la NASA est tué : la liste des suspects est longue.
14. Derrière le masque (Mirror Ball)
Crews et Reese enquêtent sur le meurtre d’un chanteur de heavy métal dont le principal suspect a un alibi en béton.
15. Sans toit, ni loi (I Heart Mom)
En enquêtant sur le meurtre d’un homme retrouvé dans une maison sans toit, Crews et Reese découvrent qu’il s’agissait d’un escroc.
16. Dernière escorte (Hit Me Baby)
Un riche conseiller financier s’attaquant aux femmes et aux pigeons est retrouvé mort : Crews et Bobby Stark mènent l’enquête.
17. Durée de vie (Shelf Life)
Crews et Stark enquêtent dans les sphères gouvernementales lorsqu’un soldat en permission est retrouvé poignardé.
18. Lettres à un prisonnier (3 Women)
Une sténographe est retrouvée morte après avoir été frappée avec un club de golf : Crews et Jane Seever, sa nouvelle équipière temporaire, enquêtent sur ce crime.
19. À glacer le sang (5 Quarts)
Les autopsies médico-légales sont suspendues jusqu’à ce que Crews et Seever retrouvent le meurtrier d’un médecin légiste.
20. Sans scrupules (Initiative 38)
Un débat politique sur la législation des armes à feu prend une autre tournure lorsque l'une des élus est retrouvée morte à son domicile.
21. L'Héritier (One)
Crews découvre les raisons de son incarcération.

## Autour de la série
Faits anecdotiques
- Les acteurs Damian Lewis (Charlie Crews) et Helen McCrory (Amanda Puryer) sont en couple dans la vie réelle et ont eu deux enfants ensemble ;

- un des choix de mise en scène notables de la série consiste à entrecouper régulièrement les scènes de fausses séquences vidéo d'archives, présentées comme des entrevues de personnages gravitant autour de Charlie Crews ;

- presque tous les protagonistes (Crews, Reese, Earley et Stark) ont une initiale permettant de former ensemble le nom du personnage principal, « Crews ». Le départ de la majorité des producteurs après la première saison ainsi que l'annulation de la série après seulement deux saisons, peuvent expliquer le caractère incomplet de ce détail ;

- le numéro de l'ancienne plaque de Charlie Crews (que Bobby a conservée pour lui durant sa détention avec son ancienne arme de service) est 38012 ; Celle de la nouvelle est 87458 ;

- un détail visuel dans la série souligne l'opposition psychologique du duo principal : quand ils ont l'arme au poing, alors que Reese respecte la procédure correcte en ne gardant pas son doigt sur la détente, Crews, lui, garde la sienne dessus (soulignant son habitude de ne pas « jouer selon les règles ») ;

- dans l'épisode 3 de la première saison, la plaque d'immatriculation de la voiture de Crews est 2QRI455, qui peut se lire phonétiquement « too curious » (« trop curieux » en anglais) ;

- dans l'épisode 4 de la seconde saison, l'expérience que le professeur a mise en pratique n'est nulle autre que celle utilisée à Stanford par Philip Zimbardo : l'effet Lucifer. Cette même expérience a fait l'objet d'un film allemand sorti en 2001, L'Expérience (Das Experiment) par Oliver Hirschbiegel, et de son remake américain sorti en 2010, The Experiment par Paul Scheuring ;

- dans l'épisode 7 de cette même saison, l'acteur Erik Estrada fait une apparition dans son propre rôle ;

- dans l'épisode 18 de la seconde saison, la nouvelle coéquipière de Charlie Crews, Jane Seever (Gabrielle Union), déclare qu'elle ne connaît pas ses goûts en matière de café et lui propose du thé. Un clin d’œil aux origines anglaises de l'acteur Damian Lewis ;

- durant les derniers épisodes de la série, Sarah Shahi (Dani Reese) était enceinte, ce qui explique les choix d'écriture du scénario et de cadrage quand elle apparaît à l'écran.

Incohérences
- Charlie Crews était censé être copropriétaire d'un bar à l'époque où il était également officier de police, alors qu'il est en réalité interdit en Californie (selon les lois du California Department of ABC ou California Department of Alcoholic Beverage Control, le « Département de Contrôle des boissons alcoolisées de Californie » de 1955) pour un agent des forces de l'ordre ou son époux/épouse, de posséder une licence de vente d'alcool (obligatoire pour les débits de boissons) ;

- à la salle de conférence des bureaux, pour créer une diversion dans le septième épisode, Charlie provoque une panne informatique d'une tour d'ordinateur — reliée à plusieurs moniteurs du local — par court-circuit en versant de la boisson énergisante à l'intérieur de son clavier, ce qui affecte toute l'installation ; cependant, mécaniquement un tel acte n'aurait réellement endommagé que le clavier lui-même, qui n'est qu'un périphérique de saisie ;

- dans ce même épisode, une copie « trafiquée » sur Xbox du jeu vidéo Prince of Persia : Les Deux Royaumes est présentée comme fonctionnant par un mécanisme de jeu à dix niveaux (avec des textes non natifs incrustés), ce qui n'est pas le cas du jeu réel ;

- dans la version doublée en français de la série :
  - au douzième épisode de la seconde saison, lors de l'une des séquences d'entrevue intermédiaires, Ted Earley est textuellement présenté comme le « mari de Jennifer Conover » (l'ancienne épouse de Charlie Crews), ce qui est factuellement faux ;
  - lors de sa rencontre avec Jane Seever durant l'appréhension musclée d'un suspect ex-détenu comme lui (dix-huitième épisode de la même saison), Crews affirme à ce dernier qu'il aurait été incarcéré à Pelican Bay de 1994 à 2006, or ces dates contredisent les informations données précédemment ainsi que les panneaux textuels de la série (1995-2007) ;

- dans l'épisode 19 de la seconde saison, Crews fait mine de lire sur la photographie d'une une de journal le nom de son auteur officiel, alors que l'image ne comporte aucune mention et que cette information n'apparaît nulle part ailleurs sur la page.

### Création
Dans une interview de seat42f.com, le créateur de la série, Rand Ravich, explique que Life vient de son vieux désir de travailler sur une série d'enquêtes policières. Ravich a d'abord créé le personnage de Charlie Crews comme base pour la série et a immédiatement pensé à Damian Lewis pour ce rôle après avoir fini le script.